# Kwantumalgoritme
Een kwantumalgoritme is bij kwantumberekeningen een algoritme dat op een realistisch model voor kwantumberekeningen draait.
Een klassiek- (of niet-kwantum)algoritme bestaat uit een eindige reeks van instructies, of een stap-voor-stapprocedure voor het oplossen van een probleem, waarbij elke stap of instructie op een klassieke computer kan worden uitgevoerd. Ook een kwantumalgoritme is een stap-voor-stapprocedure, waarbij elk van de stappen op een kwantumcomputer kan worden uitgevoerd. Hoewel alle klassieke algoritmes  ook een kwantumcomputer kunnen worden uitgevoerd, wordt de term kwantumalgoritme meestal gebruikt voor algoritmes die inherent kwantum lijken te zijn of die gebruikmaken van een essentieel kenmerk van kwantumberekeningen, zoals superpositie of kwantumverstrengeling.